# Fiume Chiaro
Il Fiume Chiaro (Sông Lô in vietnamita, rivière Claire in francese) è, insieme al Fiume Nero, uno dei due principali affluenti del Fiume Rosso. Il corso d'acqua nasce nello Yunnan, in Cina (nell'ovest della prefettura autonoma di Wenshan), per poi entrare nel Tonchino nel Vietnam settentrionale, dove scorre attraverso le province di Hà Giang, Tuyen Quang e Phú Thọ.
Il Fiume Chiaro confluisce quindi da sinistra nel Fiume Rosso tra le province di Phú Thọ e Thái Nguyên, nei pressi di Việt Trì a una dozzina di chilometri a valle del Fiume nero e a una sessantina di chilometri a monte di Hanoi.
La sua lunghezza totale è di circa 470 chilometri di cui 274 in Vietnam.